# Marko Sapuha
Marko Andrijowycz Sapuha, ukr. Марко Андрійович Сапуга (ur. 29 maja 2003 we Lwowie) – ukraiński piłkarz występujący na pozycji pomocnika w klubie Ruch Lwów. Syn znanego piłkarza Andrija Sapuhi.

## Kariera klubowa
Wychowanek UFK Karpaty Lwów, barwy którego bronił w juniorskich mistrzostwach Ukrainy (DJuFL). Karierę piłkarską rozpoczął 20 września 2020 w juniorskiej drużynie juniorskiej Ruchu Lwów U-19, a 9 maja 2021 zadebiutował w Premier-lidze w zremisowanym 1:1 meczu z SK Dnipro-1.

## Kariera reprezentacyjna
W 2022 roku występował w juniorskiej i młodzieżowej reprezentacjach Ukrainy.

## Sukcesy
Ruch Lwów U-19
- mistrz Ukrainy U-19: 2021/22